# Лобай Данило
Данило Лобай (30 грудня 1890, Ульвівок — 27 грудня 1966, Торонто) — український публіцист, редактор, громадсько-політичний діяч.

## Біографія
Народився 30 грудня 1890 р. у с. Ульвівок Сокальського повіту. В юнацькі роки був членом товариств «Просвіта» і «Січ» у рідному селі. У 1913 р. емігрував до Канади, поселився у Вінніпезі і приєднався до сильного тоді в середовищі української діаспори соціал-демократичного робітничого руху. У 1914–1918 – співредактор газети «Робочий народ», у 1919–1935 — головний редактор газети «Українські Робітничі Вісті».
З ліквідацією владою української соціал-демократичної партії в Канаді став у 1918 році співзасновником «Українського робітничого дому». Був організатором Робітничо-фермерського освітнього товариства, реорганізованого в Українську робітничу організацію. Вступив у Робітничу (з 1924 року — Комуністичну) партію Канади.
З 1933 року, коли у нього вже не залишалося сумнівів у правдивості звісток про масовий голод на території Радянської України, на партійних зборах висловлював побоювання щодо подій в УРСР: голоду, масових репресій, зникнення колишніх членів  ТУРФДому Мирослава Ірчана й Івана Сембая, що переїхали в СРСР та арешту українського письменника Івана Сірчана, що прожив 5 років у Канаді. Почав виступати з критикою сталінського курсу і запропонував членам центральних комітетів робітничих організацій виступити з протестом проти політики терору.
Не отримавши переконливих роз'яснень партійного керівництва, Лобай із групою інших канадських комуністів вийшов з КПК. До цього разом зі своїм колегою І. Зелезом (І. Юзетей) опублікував брошуру «За дійсне вияснення положення на Радянській Україні» (1935) і розіслав її читачам «Українських робітничих вістей», що викликало великий резонанс. Більшість зажадали виключення авторів із ТУРФДома, проте кілька його членів солідаризувалися з позицією Лобая; за їхньою групою закріпилося клеймо «лобаївщини» (в подальшому інших українських канадських комуністів-критиків СРСР також могли називати «лобаїстами» або «лобаївцями»).
Покинувши ТУРФдім, «лобаїсти» оформилися в Союз українських організацій (League of Ukrainian Organizations), потім перейменований в Українську робітничу організацію. Група Лобая була близькою до організацій виключених із компартії «троцькіста» Моріса Спектора та «бухарінця» Джека Макдональда. Зрештою Українська робітнича організація приєдналася до Конґресу Українців Канади (КУК).
Лобай редагував тижневик «Правда» (1936–1938, Вінніпег), потім «Вперед» (1938–1940, Торонто), був співредактором «Українського голосу» (1948–1965). У 1940–1966 роках — президент Українського робітничого союзу, член президії КУК. Брав активну участь у роботі Українського народного дому у Вінніпезі. На власні заощадження заснував фонд, який передав у розпорядження Української вільної академії наук (УВАН). Окремим виданням вийшла його «Непереможна Україна» (1950, Вінніпег). Останні роки провів у пансіоні ім. Івана Франка в Торонто, де і помер 27 грудня 1966 року.